# Cosme Damião
Cosme Damião (Lisbona, 2 novembre 1885 – Sintra, 11 giugno 1947) è stato un calciatore e allenatore di calcio portoghese.
È stato prima fondatore, poi giocatore, infine allenatore del Benfica. È riconosciuto come uno dei principali artefici della nascita e del successo del club. Il museo della squadra è a lui intitolato.

## Palmarès

### Competizioni regionali
- Campionato di Lisbona: 8

Benfica: 1909-1910, 1911-1912, 1912-1913, 1913-1914, 1915-1916, 1916-1917, 1917-1918, 1919-1920